# Booster (Fahrgeschäft)
Booster ist ein Fahrgeschäft, das seit 1998 von der HUSS Maschinenfabrik GmbH & Co. KG. entwickelt und gebaut wurde sowie mittlerweile von der Bremer Firma Huss Park Attractions weitervertrieben wird. Bisher existieren drei Exemplare: zwei mobile und eine Parkversion.
Von den drei gebauten Exemplaren befinden sich aktuell zwei Exemplare in der Hand eines deutschen Schaustellers (1 Reiseversion; 1 Parkversion (Umbau 2017–2019)). Die zweite Reiseanlage wurde zum Ende 2005 nach Südostasien verkauft und wurde wenige Jahre später durch einen Sturm schwer beschädigt. Ab 2009 verlor sich die Spur der Anlage.
Im Jahr 2023 hat die Firma Huss Park Attractions den modifizierten Nachfolger Booster Revolution vorgestellt, welcher ebenfalls als transportable Reiseversion oder Parkversion lieferbar ist. 

## Aufbau

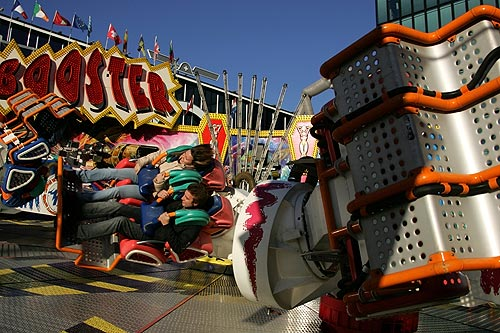
Booster während der Fahrt

Das Fahrgeschäft, das aufgebaut eine Fläche von 22 × 22 Metern einnimmt, besteht aus einer großen drehbaren Plattform, die 17 Meter Durchmesser besitzt und um 7,5° geneigt ist. Darauf sind jeweils vier drehbare Kreuze befestigt. Die Kreuze können sich durch den Antrieb eines Elektromotors um ihre Vertikalachse drehen. Am Ende jedes Kreuzarmes ist seitlich eine Gondel für zwei Personen befestigt, die sich wiederum um ihre Horizontalachse drehen kann. Dadurch sind während des Fahrtverlaufs seitliche Überschläge möglich. Insgesamt besitzt das Fahrgeschäft 16 solcher Gondeln. Die Schulterbügel halten Personen von einer Größe zwischen 1,37 Meter und 1,95 Meter.

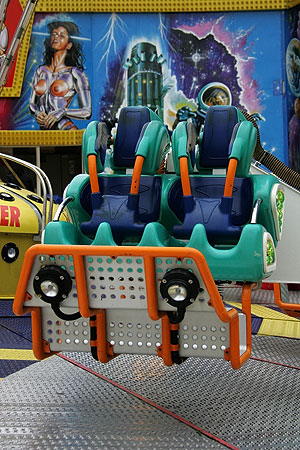
Eine Gondel

## Gebaute Anlagen
| Name                            | Baunummer | Baujahr | Status      | Betreiber                          | Vorbesitzer                                                        | Bemerkungen |
| Ghost Rider (bis 2015: Booster) | 87 895    | 1998    | In Betrieb  | seit 2013: Löffelhardt (Erftstadt) | bis 2012: Rüdiger (Graz, A)                                        | im Winter 2015/2016 Umgestaltung zum "Ghost Rider" |
| Ecstasy, Booster                | 87 896    | 1999    | unbekannt   | unbekannt                          | 2000–2005: Wingender (Mayen)                                       | 1999 für Fa. Dinali (Berlin) als "Ecstasy" gebaut, welche vom Kaufvertrag zurückgetreten sind. Anlage zunächst beim Hersteller eingelagert. Ab 3/2000 Fa. Wingender (Mayen) als "Booster". Ende 2005 verkauft nach Südostasien und durch Global Fun Carnival in den Philippinen und China betrieben. Durch einen Sturm beschädigt worden und galt lange als nicht mehr existent. Stand August 2025 ist die Anlage in den Niederlanden wieder aufgetaucht. |
| Kieppi, Ghost Rider (2)         | 102896    | 2005    | Eingelagert | Löffelhardt (Erftstadt)            | bis 2016: Linnanmäki (Helsinki, FIN), 2016/17: Daniel de Voer (NL) | War ursprünglich eine Parkanlage. Sollte nach Verkauf an de Voer in ein Reisegeschäft umgebaut werden und in den Niederlanden auf die Reise gehen, war jedoch nur eingelagert. Erst nach Weiterverkauf an Dirk Löffelhardt erfolgte der Umbau in eine Reiseversion. Steht derzeit zum Verkauf (Stand 09/2021). |